# باگاران (شهر باستانی)
باگاران (ارمنی: Բագարան) شهری در ارمنستان باستان بود که در دوران حکومت دودمان اروندی بنا شد. این شهر یکی از پایتخت‌های تاریخی ارمنستان بوده است.

## تاریخچه
بر طبق گفته موسس خورناتسی تاریخ‌نگار برجسته ارمنی، شهر باگاران در سده ۳ پیش از میلاد توسط یرواند چهارم پادشاه ارمنستان بنا شد. این شهر به زودی مرکز مذهبی ارمنستان شد و جایگزین آرماویر به عنوان مکان معنوی اصلی معابد پرستش دودمان اروندی گردید.
پس از برچیده شدن دودمان اروندی و طلوع دودمان آرتاشسی، آرتاشس یکم پایتخت خویش را به آرتاشات که در سال ۱۷۶ پیش از میلاد بنا کرده بود منتقل نمود.